# Congruentie (counseling en psychotherapie)
Congruentie betekent overeenstemming tussen denken, voelen en handelen. 
Deze term kreeg door Carl Rogers veel aandacht.
In de praktijk is er vaak een verschil tussen wat we denken en voelen, of tussen wat we denken en zeggen. Dit verschil wordt ook genoemd niet congruent zijn, of discongruent zijn. Populair wordt het in bepaalde context ook wel liegen genoemd.
Deze term slaat dan ook op het echt en oprecht zijn, eerlijk naar zichzelf en anderen.
Mensen zijn gevoelig voor congruentie. We vertrouwen mensen die congruent zijn.
In de counseling wordt aangespoord tot congruentie van de hulpverlener. Congruentie is een van de kerncondities van de hulpverlening.
In de alternatieve therapievormen toegepaste kinesiologie, NEI en EFT is het opsporen van discongruenties en het oplossen van deze discongruenties is een belangrijk deel van therapie.